# Microsoft Lumia 640
Microsoft Lumia 640 y Microsoft Lumia 640 XL son teléfonos inteligentes desarrollados por Microsoft Mobile. Ambos teléfonos se anunciaron el 2 de marzo de 2015 y son los sucesores de la serie Lumia 630 de Nokia y el Lumia 1320, respectivamente. Los teléfonos están dirigidos principalmente a mercados en desarrollo, aunque también están disponibles en mercados desarrollados como opciones de menor costo en comparación con otros teléfonos en sus clases. Los dos dispositivos se hicieron disponibles en los EE. UU. y la mayoría de los otros mercados en junio de 2015.
El 15 de febrero de 2016, Microsoft anunció el Microsoft Lumia 650, el sucesor de Lumia 640, con mejoras como encriptación de dispositivos, una pantalla AMOLED y 16 GB de almacenamiento.

## Características
A pesar de nombres similares y códigos de modelo, el Lumia 640 y el Lumia 640 XL son dispositivos distintos en forma y función. Los dos son parte de la cuarta generación de la gama Lumia.
El Lumia 640 viene con una pantalla IPS LCD HD de 5 pulgadas con protección oleofóbica (resistente a huellas dactilares) y Corning Gorilla Glass 3. Está alimentado por un procesador Quad-core Qualcomm Snapdragon 400 de 1,2 GHz, 1 GB de RAM y 8 GB (sólo 3 GB disponibles) de almacenamiento interno con hasta 128 GB de almacenamiento expandible a través de tarjetas microSD. Cuenta con una batería de 2500mAh Li-Ion, cámara trasera de 8 megapíxeles con flash LED y cámara frontal de gran angular de 0,9 megapíxeles. Está disponible en cian brillante, naranja y blanco, junto con negro mate de textura.
El Lumia 640 XL de Microsoft es la versión más grande, "phablet" -del Lumia 640, con una pantalla LCD IPS de 5.7 pulgadas HD. El 640 XL está equipado con las mismas especificaciones básicas de hardware y de conectividad de red que el Lumia 640, pero cuenta con una cámara trasera de 13MP (sensor 1/3.0") con tecnología Zeiss diseñada con flash LED, así como una cámara frontal de gran angular de 5 MP cámara. Tiene una batería de 3000mAh Li-Ion y está disponible en mate de textura cian, naranja y negro, junto con blanco brillante y textura mate.

## Software
Los Lumia 640 y Lumia 640 XL vienen con Windows Phone 8.1 Update 2 (a través del paquete de software Lumia Denim) y ambos teléfonos son actualizables a Windows 10 Mobile. Inicialmente en los Estados Unidos, los Lumia 640 y 640 XL se ofrecieron con una suscripción gratuita de un año a Microsoft Office 365. Debido a limitaciones de hardware, no es compatible oficialmente con Continuum, ya que el límite de procesador es Qualcomm Snapdragon 617.